# Adoretus cristatus
Adoretus cristatus är en skalbaggsart som beskrevs av Ohaus 1938. Adoretus cristatus ingår i släktet Adoretus och familjen Rutelidae. Inga underarter finns listade i Catalogue of Life.